# 弗拉特斯二世
弗拉特斯二世（波斯語：𐭐𐭓𐭇𐭕，約前147年—前127年），安息帝國之王，米特里達梯一世之子，前132年至前127年在位。
因為他登基時還過於年輕，最初由母后琳努擔任其攝政。在他短暫的統治年間，東方塞琉古帝國安條克七世發起東征，意圖收復被安息先王米特里達梯一世奪取的失土。弗拉特斯二世率軍迎敵，在埃克巴坦那戰役中弗拉特斯打敗安條克七世，安條克戰敗自殺，使塞琉古帝國的疆域侷限在敘利亞一帶。前127年弗拉特斯在鎮壓塞迦人的過程中陣亡，死時年僅20歲左右，王位由叔叔阿爾達班一世繼承。

## 身世背景
他的名字「弗拉特斯」（Φραάτης） 是希臘文轉寫自安息語的「安息語：𐭐𐭓𐭇𐭕」（Frahāt），它本身名源是古波斯語的「*Frahāta-」，意味著「得到」、「贏取」之意，現代波斯語中演進為「法哈德」（‎）。弗拉特斯二世大致上出生於前147年左右，是安息帝國第一任萬王之王米特里達梯一世之子，他的母親琳努出身貴族，她父親是米底亞權貴。

## 早期統治與政策
弗拉特斯於前132年繼承他父親的王位，由於還未成年，他的母后琳努為其擔任攝政，統治了好幾個月。大約在這段期間，弗拉特斯二世授予伊朗南部波西斯統治者達茹夫一世副王的地位。此外，他還擊敗並俘虜了埃利邁斯統治者提格賴昂（Tigraios），改讓小卡姆納斯基雷斯（Kamnaskires the Younger）統治，使埃利邁斯成為安息帝國屬國。弗拉特斯二世繼續維持父親的計畫，他試圖征服敘利亞地區，計畫利用戰俘德米特里二世的前任塞琉古巴西琉斯身份，來對抗新即位的塞琉古帝國巴西琉斯安條克七世。根據二世紀古羅馬歷史學家查士丁的記載，德米特里二世曾經在弗拉特斯在為期間，兩度從軟禁中脫逃，其中第一次是米特里達梯一世逝世而時局混亂之時，第二次則是幾年之後：
在他（米特里達梯一世）逝世之後，德米特里對於返國到絕望，他再也忍受不了被囚禁的痛苦，儘管很富裕，但厭倦了一個人的寂靜生活，他秘密地策畫逃回王國。然而，繼承阿爾沙克（米特里達梯一世）王位的弗拉特斯，派騎兵快馬追上逃亡的德米特里，把他給抓回。被帶到國王面前....受到嚴厲懲罰的德米特里，被他（弗拉特斯二世）送回希爾卡尼亞的妻子身邊，還被下令監禁起來。然而，過了一段時間....他（德米特里二世）再度與同批朋友夥同逃亡，但同樣不幸，他在離自己國家邊境不遠處被抓，並再次被帶去見國王，國王對他懷有惡意，很快就被送走。就這樣，他被送回之前被軟禁的希爾卡尼亞那座城市，該城被賜與給他妻子與孩子....
。

## 與安條克七世戰爭

二世紀巴比倫尼亞地區和其周邊地圖。

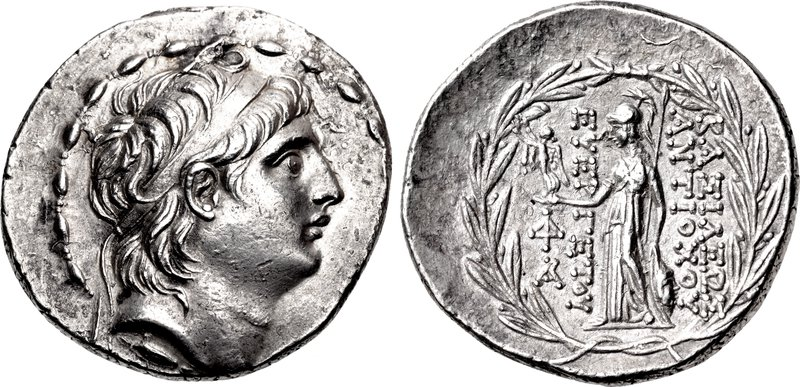
塞琉古帝國巴西琉斯安條克七世的錢幣。

塞琉古帝國安條克七世深知弗拉特斯二世有意利用他的兄長德米特里二世身份，來干涉或影響國內政局和王位穩定性，便於前130年率先對安息帝國發起東征，來打亂弗拉特斯這個計畫，亦可收復失土。據稱在進軍美索不達米亞途中，安條克七世受到許多當地權貴的歡迎，也響應並加入了他的陣營，經過三場戰役，安條克收復了巴比倫尼亞地區以及整個兩河流域。在塞琉古帝國入侵同時，安息帝國東方的邊境上，也受到遊牧民族大規模入侵。隨著冬季來臨，安條克七世所率領的塞琉古大軍即將在安息帝國腹地過冬，入冬前弗拉特斯二世遣使試圖與對方進行談和，因安條克七世連戰連勝，相當自負，他不僅要求歲貢，還要求弗拉特斯二世釋放德米特里二世，並歸還所有塞琉古帝國失土。對於安條克的回覆，弗拉特斯二世感到相當憤怒，中斷了談判並準備繼續戰爭。
當冬天來臨時，塞琉古大軍已經進軍至米底亞，安條克與他的軍隊便於埃克巴坦那安營過冬，在這段期間塞琉古軍隊和當地民眾發生激烈摩擦，因安條克七世強迫當地百姓供養大軍補給，使民心與其背離，似乎他的士兵還襲擊當地民眾。因此在前129年早春，弗拉特斯二世集結大軍對塞琉古大軍冬營發動突襲，並在當地民眾的支持下，安條克七世猝然遭到襲擊，戰敗戰死，另一說兵敗自殺，這場戰役使塞琉古帝國永遠失去幼發拉底河以東的所有領土。弗拉特斯二世得知安條克死訊相當欣喜，提到當時他在安條克七世屍首前對隨從如此揶揄：「安條克，你倒下是因為你的冒失和醉酒，誰叫你想一大酒杯就喝掉整個安息帝國 。」

## 終末
安條克七世有一對兒女塞琉古和勞迪絲，他們隨著父親一同出征因而被弗拉特斯二世給俘虜，弗拉特斯二世後來迎娶了勞迪絲，並厚待塞琉古.。弗拉特斯二世以皇家之禮為安條克七世舉辦葬禮，還讓塞琉古與裝著安條克七世的銀製棺木一同返回敘利亞。
在與安條克七世最終戰役前，弗拉特斯二世為了讓塞琉古帝國陷入王位爭奪，讓軟禁多年的德米特里二世返國，而隨著安條克七世戰死，德米特里回國後隨即登上王位，這是他第二回登基。此時塞琉古帝國僅剩下敘利亞地區和其周圍，剛歷經大敗而國力孱弱。弗拉特斯二世不僅收復失土，還計畫奪取敘利亞地區，然而因為安息帝國東方國境外，遊牧民族塞迦人和吐火羅人正往西遷移，他們不僅肆虐並滅亡了希臘-巴克特里亞王國，還於前129年起就開始侵入安息國土，威脅著帝國安全。弗拉特斯二世只得率領軍隊趕往帝國東部國境，命希莫洛斯成為巴比倫尼亞總督，希莫洛斯他很快就變成一位暴虐之人。弗拉特斯二世率大軍開拔，但他的軍隊有一大部分是之前塞琉古安條克七世的降卒，這些士兵不願為安息人賣命，弗拉特斯二世在與遊牧民族的戰役中被擊敗，自己於戰場中戰死。

## 錢幣和帝國意識形態

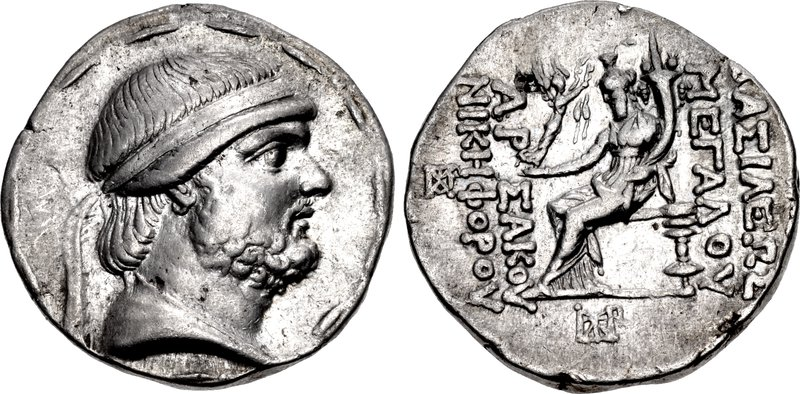
弗拉特斯二世的錢幣

弗拉特斯二世停止在錢幣上使用「王中之王」的稱號，而改用之前傳統的「大王」稱呼。弗拉特斯二世他如同其他的安息君主一樣，即位後的王室名亦為「阿爾沙克」，與開國的阿爾沙克一世同名，安息君主為了緬懷和紀念他的偉業記，使該名字成為君主傳承的榮名，並在錢幣上使用 。在錢幣的肖像上，如同他的父王米特里達梯一世一般，他頭戴希臘式的王權頭帶，留著伊朗/近東的傳統的鬍鬚。
此外，弗拉特斯二世還使用「親希臘者」（Philhellene）這個稱號，該稱號在他的父王米特里達梯一世期間被引入使用，作為政治上與帝國治下的希臘人建立友善關係。另一個弗拉特斯二世特別的頭銜是「四方之王」（šar mātāti），出現在巴比倫人的記事泥板中，在塞琉古諸王中「四方之王」也很少使用。

## 家族
| 藍色 |

| 黃色 |

| 綠色 |

|                           |                           |                           |                           | 弗里阿帕提斯 （）         |                           |  |  |                                         |                                         |                                         |                                         |                                         |                                         |  |  |                                   |                                   |                                   |                                   |                                   |                                   |  |  |  |  |  |  |  |  |  |  |  |  |  |  |  |  |  |  |
|                           |                           |                           |                           |                           |                           |  |  |                                         |                                         |                                         |                                         |                                         |                                         |  |  |                                   |                                   |                                   |                                   |                                   |                                   |  |  |  |  |  |  |  |  |  |  |  |  |  |  |  |  |  |  |
|                           |                           |                           |                           |                           |                           |  |  |                                         |                                         |                                         |                                         |                                         |                                         |  |  |                                   |                                   |                                   |                                   |                                   |                                   |  |  |  |  |  |  |  |  |  |  |  |  |  |  |  |  |  |  |
| 安息帝國國王 阿尔沙克一世 | 安息帝國國王 阿尔沙克一世 | 安息帝國國王 阿尔沙克一世 | 安息帝國國王 阿尔沙克一世 | 安息帝國國王 阿尔沙克一世 | 安息帝國國王 阿尔沙克一世 |  |  | 不明                                    | 不明                                    | 不明                                    | 不明                                    | 不明                                    | 不明                                    |  |  |                                   |                                   |                                   |                                   |                                   |                                   |  |  |  |  |  |  |  |  |  |  |  |  |  |  |  |  |  |  |
| 安息帝國國王 阿尔沙克一世 | 安息帝國國王 阿尔沙克一世 | 安息帝國國王 阿尔沙克一世 | 安息帝國國王 阿尔沙克一世 | 安息帝國國王 阿尔沙克一世 | 安息帝國國王 阿尔沙克一世 |  |  | 不明                                    | 不明                                    | 不明                                    | 不明                                    | 不明                                    | 不明                                    |  |  |                                   |                                   |                                   |                                   |                                   |                                   |  |  |  |  |  |  |  |  |  |  |  |  |  |  |  |  |  |  |
| 安息帝國國王 阿爾沙克二世 | 安息帝國國王 阿爾沙克二世 | 安息帝國國王 阿爾沙克二世 | 安息帝國國王 阿爾沙克二世 | 安息帝國國王 阿爾沙克二世 | 安息帝國國王 阿爾沙克二世 |  |  | 不明                                    | 不明                                    | 不明                                    | 不明                                    | 不明                                    | 不明                                    |  |  |                                   |                                   |                                   |                                   |                                   |                                   |  |  |  |  |  |  |  |  |  |  |  |  |  |  |  |  |  |  |
| 安息帝國國王 阿爾沙克二世 | 安息帝國國王 阿爾沙克二世 | 安息帝國國王 阿爾沙克二世 | 安息帝國國王 阿爾沙克二世 | 安息帝國國王 阿爾沙克二世 | 安息帝國國王 阿爾沙克二世 |  |  | 不明                                    | 不明                                    | 不明                                    | 不明                                    | 不明                                    | 不明                                    |  |  |                                   |                                   |                                   |                                   |                                   |                                   |  |  |  |  |  |  |  |  |  |  |  |  |  |  |  |  |  |  |
|                           |                           |                           |                           |                           |                           |  |  | 安息帝國國王 弗里阿帕 提烏斯            |                                         |                                         |                                         |                                         |                                         |  |  |                                   |                                   |                                   |                                   |                                   |                                   |  |  |  |  |  |  |  |  |  |  |  |  |  |  |  |  |  |  |
|                           |                           |                           |                           |                           |                           |  |  |                                         |                                         |                                         |                                         |                                         |                                         |  |  |                                   |                                   |                                   |                                   |                                   |                                   |  |  |  |  |  |  |  |  |  |  |  |  |  |  |  |  |  |  |
|                           |                           |                           |                           |                           |                           |  |  |                                         |                                         |                                         |                                         |                                         |                                         |  |  |                                   |                                   |                                   |                                   |                                   |                                   |  |  |  |  |  |  |  |  |  |  |  |  |  |  |  |  |  |  |
| 安息帝國國王 弗拉特斯一世 | 安息帝國國王 弗拉特斯一世 | 安息帝國國王 弗拉特斯一世 | 安息帝國國王 弗拉特斯一世 | 安息帝國國王 弗拉特斯一世 | 安息帝國國王 弗拉特斯一世 |  |  | 安息帝國 王中之王 米特里達梯 一世       | 安息帝國 王中之王 米特里達梯 一世       | 安息帝國 王中之王 米特里達梯 一世       | 安息帝國 王中之王 米特里達梯 一世       | 安息帝國 王中之王 米特里達梯 一世       | 安息帝國 王中之王 米特里達梯 一世       |  |  | 安息帝國國王 阿爾達班一世         | 安息帝國國王 阿爾達班一世         | 安息帝國國王 阿爾達班一世         | 安息帝國國王 阿爾達班一世         | 安息帝國國王 阿爾達班一世         | 安息帝國國王 阿爾達班一世         |  |  |  |  |  |  |  |  |  |  |  |  |  |  |  |  |  |  |
| 安息帝國國王 弗拉特斯一世 | 安息帝國國王 弗拉特斯一世 | 安息帝國國王 弗拉特斯一世 | 安息帝國國王 弗拉特斯一世 | 安息帝國國王 弗拉特斯一世 | 安息帝國國王 弗拉特斯一世 |  |  | 安息帝國 王中之王 米特里達梯 一世       | 安息帝國 王中之王 米特里達梯 一世       | 安息帝國 王中之王 米特里達梯 一世       | 安息帝國 王中之王 米特里達梯 一世       | 安息帝國 王中之王 米特里達梯 一世       | 安息帝國 王中之王 米特里達梯 一世       |  |  | 安息帝國國王 阿爾達班一世         | 安息帝國國王 阿爾達班一世         | 安息帝國國王 阿爾達班一世         | 安息帝國國王 阿爾達班一世         | 安息帝國國王 阿爾達班一世         | 安息帝國國王 阿爾達班一世         |  |  |  |  |  |  |  |  |  |  |  |  |  |  |  |  |  |  |
|                           |                           |                           |                           |                           |                           |  |  |                                         |                                         |                                         |                                         |                                         |                                         |  |  |                                   |                                   |                                   |                                   |                                   |                                   |  |  |  |  |  |  |  |  |  |  |  |  |  |  |  |  |  |  |
| 安息帝國公主 羅多古娜     | 安息帝國公主 羅多古娜     | 安息帝國公主 羅多古娜     | 安息帝國公主 羅多古娜     | 安息帝國公主 羅多古娜     | 安息帝國公主 羅多古娜     |  |  | 安息帝國國王 弗拉特斯二世               | 安息帝國國王 弗拉特斯二世               | 安息帝國國王 弗拉特斯二世               | 安息帝國國王 弗拉特斯二世               | 安息帝國國王 弗拉特斯二世               | 安息帝國國王 弗拉特斯二世               |  |  | 安息帝國 王中之王 米特里達梯 二世 | 安息帝國 王中之王 米特里達梯 二世 | 安息帝國 王中之王 米特里達梯 二世 | 安息帝國 王中之王 米特里達梯 二世 | 安息帝國 王中之王 米特里達梯 二世 | 安息帝國 王中之王 米特里達梯 二世 |  |  |  |  |  |  |  |  |  |  |  |  |  |  |  |  |  |  |
| 安息帝國公主 羅多古娜     | 安息帝國公主 羅多古娜     | 安息帝國公主 羅多古娜     | 安息帝國公主 羅多古娜     | 安息帝國公主 羅多古娜     | 安息帝國公主 羅多古娜     |  |  | 安息帝國國王 弗拉特斯二世               | 安息帝國國王 弗拉特斯二世               | 安息帝國國王 弗拉特斯二世               | 安息帝國國王 弗拉特斯二世               | 安息帝國國王 弗拉特斯二世               | 安息帝國國王 弗拉特斯二世               |  |  | 安息帝國 王中之王 米特里達梯 二世 | 安息帝國 王中之王 米特里達梯 二世 | 安息帝國 王中之王 米特里達梯 二世 | 安息帝國 王中之王 米特里達梯 二世 | 安息帝國 王中之王 米特里達梯 二世 | 安息帝國 王中之王 米特里達梯 二世 |  |  |  |  |  |  |  |  |  |  |  |  |  |  |  |  |  |  |
|                           |                           |                           |                           |                           |                           |  |  |                                         |                                         |                                         |                                         |                                         |                                         |  |  |                                   |                                   |                                   |                                   |                                   |                                   |  |  |  |  |  |  |  |  |  |  |  |  |  |  |  |  |  |  |
|                           |                           |                           |                           |                           |                           |  |  | 安息帝國國王 （爭位者） 米特里達梯 三世 | 安息帝國國王 （爭位者） 米特里達梯 三世 | 安息帝國國王 （爭位者） 米特里達梯 三世 | 安息帝國國王 （爭位者） 米特里達梯 三世 | 安息帝國國王 （爭位者） 米特里達梯 三世 | 安息帝國國王 （爭位者） 米特里達梯 三世 |  |  | 安息帝國國王 戈達斯一世           | 安息帝國國王 戈達斯一世           | 安息帝國國王 戈達斯一世           | 安息帝國國王 戈達斯一世           | 安息帝國國王 戈達斯一世           | 安息帝國國王 戈達斯一世           |  |  |  |  |  |  |  |  |  |  |  |  |  |  |  |  |  |  |
|                           |                           |                           |                           |                           |                           |  |  | 安息帝國國王 （爭位者） 米特里達梯 三世 | 安息帝國國王 （爭位者） 米特里達梯 三世 | 安息帝國國王 （爭位者） 米特里達梯 三世 | 安息帝國國王 （爭位者） 米特里達梯 三世 | 安息帝國國王 （爭位者） 米特里達梯 三世 | 安息帝國國王 （爭位者） 米特里達梯 三世 |  |  | 安息帝國國王 戈達斯一世           | 安息帝國國王 戈達斯一世           | 安息帝國國王 戈達斯一世           | 安息帝國國王 戈達斯一世           | 安息帝國國王 戈達斯一世           | 安息帝國國王 戈達斯一世           |  |  |  |  |  |  |  |  |  |  |  |  |  |  |  |  |  |  |
|                           |                           |                           |                           |                           |                           |  |  |                                         |                                         |                                         |                                         |                                         |                                         |  |  | 安息帝國國王 奧羅德斯一世         |                                   |                                   |                                   |                                   |                                   |  |  |  |  |  |  |  |  |  |  |  |  |  |  |  |  |  |  |

## 註腳
1. ↑  Kia 2016，第160頁.
2. ↑  Assar 2006，第58頁.
3. ↑  Assar 2009，第134頁.
4. ↑  Shayegan 2011，第178頁.
5. ↑  Shayegan 2011，第103–104頁.
6. 1 2 3  Nabel 2017，第32頁.
7. 1 2  Dąbrowa 2018，第76頁.
8. ↑  Shayegan 2011，第141頁.
9. ↑  Shayegan 2011，第128頁.
10. 1 2  Justin, xli. 38 （页面存档备份，存于）.
11. ↑  Shayegan 2011，第128–129頁.
12. 1 2  Shayegan 2011，第129頁.
13. ↑  Bing & Sievers 1986，第125–135頁.
14. ↑  Kosmin 2014，第162頁.
15. ↑  Ogden, Daniel. . London: Gerald Duckworth & Co. Ltd. 1999: 150. ISBN 07156-29301.
16. ↑  Justin, xli. 39 （页面存档备份，存于）.
17. ↑  Grousset 1970，第31頁.
18. ↑  Curtis & Stewart 2007，第11頁.
19. ↑  Shayegan 2011，第41-42頁.
20. ↑  Kia 2016，第23頁.
21. ↑  Curtis 2007，第9頁.
22. ↑  Curtis 2007，第11頁.
23. ↑  Daryaee 2012，第170頁.
24. ↑  Shayegan 2011，第43頁.

### 古代文獻
- 查士丁, Epitome of the Philippic History of Pompeius Trogus.

### 現代文獻
- Assar, Gholamreza F. . 8: Papers Presented to David Sellwood. Istituti Editoriali e Poligrafici Internazionali. 2006. ISBN 978-8-881-47453-0. ISSN 1128-6342.
- Assar, Gholamreza F. . Electrum (Kraków). 2009, 15.
- Bing, D.; Sievers, J. . : 125–135. 1986  [2023-10-27]. （原始内容存档于2019-06-07）.
- Brown, Stuart C. . : 80–84. 1997  [2023-10-27]. （原始内容存档于2017-11-17）.
- Bickerman, Elias J. . Yarshater, Ehsan  (编). . Cambridge: Cambridge University Press. 1983: 3–20. ISBN 0-521-20092-X.
- Bivar, A.D.H. . Yarshater, Ehsan  (编). . Cambridge: Cambridge University Press. 1983: 21–99. ISBN 0-521-20092-X.
- Brosius, Maria, , London & New York: Routledge, 2006, ISBN 0-415-32089-5
- Curtis, Vesta Sarkhosh; Stewart, Sarah (编), , Ideas of Iran, vol. 2, London: I. B. Tauris, 2007
- Curtis, Vesta Sarkhosh, , Curtis, Vesta Sarkhosh and Sarah Stewart  (编),  2, London & New York: I.B. Tauris & Co Ltd., in association with the London Middle East Institute at SOAS and the British Museum: 7–25, 2007, ISBN 978-1-84511-406-0
- Colledge, Malcolm A. R. . Elek. 1977: 1–200. ISBN 9780236400850.
- Dąbrowa, Edward. . Rollinger, R.  (编).  XI. 2010: 21–52  [2023-10-27]. （原始内容存档于2021-10-18）.
- Dąbrowa, Edward. . Parthica. 2013, 15: 53–62  [2023-10-27]. （原始内容存档于2021-10-18）.
- Dąbrowa, Edward. . Electrum. 2018, 25: 73–83. doi:10.4467/20800909EL.18.005.8925 .
- Daryaee, Touraj. . Oxford University Press. 2012: 1–432. ISBN 978-0-19-987575-7.
- Frye, Richard Nelson. . C.H.Beck. 1984: 1–411. ISBN 9783406093975. false.
- Garthwaite, Gene Ralph, , Oxford & Carlton: Blackwell Publishing, Ltd., 2005, ISBN 1-55786-860-3
- Grousset, René. . Rutgers University Press. 1970: 1-687. ISBN 9780813513041.
- Invernizzi, Antonio. . .   [2023-10-27]. （原始内容存档于2012-11-17）.
- Kennedy, David, , Kennedy, David L.; Braund, David  (编), , Ann Arbor: Cushing Malloy Inc., Journal of Roman Archaeology: Supplementary Series Number Eighteen: 67–90, 1996, ISBN 1-887829-18-0
- Hansman, John F. . : 373–376. 1998  [2023-10-27]. （原始内容存档于2020-05-26）.
- Kia, Mehrdad. . ABC-CLIO. 2016. ISBN 978-1610693912.
- Kosmin, Paul J. . Harvard University Press. 2014. ISBN 9780674728820.
- Nabel, Jake. . Schlude, Jason M.; Rubin, Benjamin B.  (编). . 2017: 25–50  [2023-10-27]. ISBN 978-1-78570-593-9. （原始内容存档于2021-10-18）.
- Olbrycht, Marek Jan. . Dabrowa, E.; Dzielska, M.; Salamon, M.; Sprawski, S.  (编). . 2010: 229–245  [2023-10-27]. （原始内容存档于2021-10-28）.
- Pourshariati, Parvaneh. . London and New York: I.B. Tauris. 2008. ISBN 978-1-84511-645-3.
- Schippmann, K. . : 525–536. 1986  [2023-10-27]. （原始内容存档于2020-02-02）.
- Schmitt, Rüdiger. . . 2005  [2023-10-27]. （原始内容存档于2020-05-26）.
- Shayegan, Rahim M., , Bulletin of the Asia Institute, 2007, 17: 83–103
- Shayegan, M. Rahim. . Cambridge University Press. 2011: 1–539. ISBN 9780521766418.
- Sellwood, David. . Yarshater, Ehsan  (编). . Cambridge: Cambridge University Press. 1983: 299–322. ISBN 0-521-20092-X.
- Wiesehöfer, Josef. . : 195. 2000  [2023-10-27]. （原始内容存档于2020-06-11）.

## 衍伸讀物
- Overtoom, N. L. (2021). The Parthians’ Failed Vassalage of Syria: The Shortsighted Western Policy of Phraates II and the Second Reign of Demetrius II (129–125 BCE), Acta Antiqua Academiae Scientiarum Hungaricae, 60(1-2), 1-14. Retrieved Mar 16, 2022, from https://akjournals.com/view/journals/068/60/1-2/article-p1.xml （页面存档备份，存于）

| 弗拉特斯二世 阿爾薩息王朝逝世於：前127年 | 弗拉特斯二世 阿爾薩息王朝逝世於：前127年 | 弗拉特斯二世 阿爾薩息王朝逝世於：前127年 |
| ---------------------------------------- | ---------------------------------------- | ---------------------------------------- |
| 前任者： 米特里達梯一世                  | 安息帝國君主 前132年–前127年             | 繼任者： 阿爾達班一世                    |